# Carlos Carneiro (futebolista)
Carlos Paulo Martins Carneiro (Paços de Ferreira, 27 de Dezembro de 1974) é um futebolista português que joga habitualmente a avançado.
Em Novembro de 2008 foi comunicado que o jogador estaria castigado por um período de quatro meses, por um controlo anti-doping positivo. Como já tinha preventivamente cumprido este tempo de suspensão pode voltar à competição.
Em Julho de 2009 trocou o Futebol Clube Paços de Ferreira, clube onde se estreou como profissional, pelo Futebol Clube de Vizela, assinando um contrato válido por uma época.